# Deres róka
A deres róka (Lycalopex vetulus) a kutyafélék családjába tartozó faj, amely Brazília bozótos, füves szavannáin él. A többi rókától eltérően, étrendjében leginkább ízeltlábúak szerepelnek.  

## Külseje

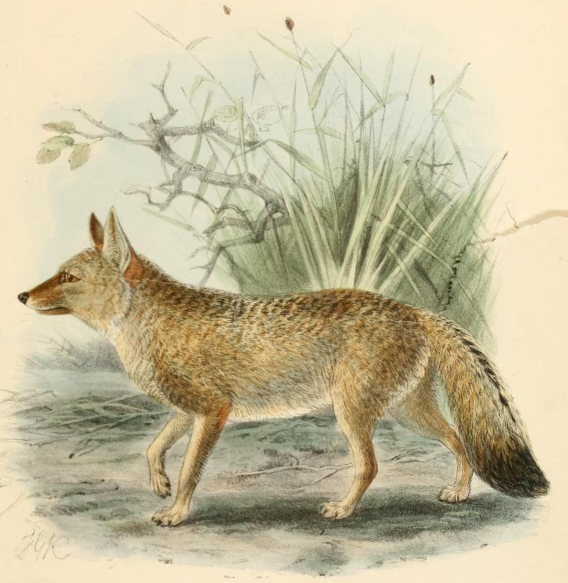
Deres róka ábrázolása J. G. Keulemans monográfiájában (1890)

A deres rókák testsúlya 3–4 kg, marmagasságuk 33–37 cm, testhosszuk 58–71 cm, farokhosszuk 25–35 cm. A hímek valamivel nagyobbak. Karcsú testalkata hasonlít a többi dél-amerikai pamparókáéra, feje valamivel kisebb, arcorra rövidebb. Fogazatában azonban jelentősen különbözik, tépőfogai kisebbek, zápfogai pedig nagyobbak, alkalmazkodva sajátos táplálkozásához.
Szőrzete a hátán és a fején (sárgás)szürke, lábai és fülei világos vörösesbarnák. Farkának vége fekete és felső oldalán fekete szőrsáv húzódik, ami a hímeknél végigfuthat a gerincen egészen a nyakig. Néhány fekete példányt is megfigyeltek. 

## Előfordulása
A deres róka Brazília középső és déli részein, São Paulo, Mato Grosso do Sul, Mato Grosso, Goiás, Minas Gerais, Tocantins, Bahia és Piauí államokban él. Paraná államtól délre az igazi pamparóka váltja fel a szavannákon, de a két faj élettere nem fed át. Argentínában talált fosszíliái arról tanúskodnak, hogy a pleisztocén idején délebbre is előfordult.
Elsősorban a brazil fás-bokros szavannát, a cerradót kedveli 1100 méteres magasságig, de megtalálható a félsivatagos sertãon is. Az esőerdőket elkerüli, a kiirtásuk nyomán keletkező marhalegelőkön viszont előfordul. 

## Életmódja

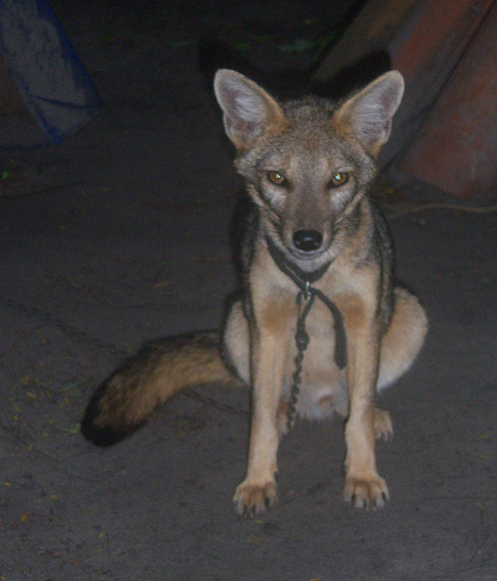

A többi rókához hasonlóan a deres róka is éjszakai életmódot folytat. Többnyire egyedül jár táplálék után, de időnként 3-5 példányból álló csoport is megfigyelhető. 4–6 km²-es területen jár, de területét nem védi, a szomszédos állatok territóriumai átfedhetnek. Az afrikai lapátfülű rókához hasonlóan a deres róka is főleg rovarokkal, elsősorban termeszekkel (Syntermes és Cornitermes genusok), ganajtúró bogarakkal és sáskákkal táplálkozik. A termeszeket nem ássa ki, hanem a földről és fűről szedi össze. Ezenkívül megeszi a kisemlősöket, madarakat, gyíkokat és a gyümölcsöket is. Étrendje függ az évszaktól, a téli száraz évszakban főleg rovarokból és kisebb mértékben kisemlősökből áll. Az esős évszakban jóval több növényi eredetű táplálékot fogyaszt.
A deres rókákra pumák, jaguárok vagy nagyobb ragadozó madarak vadásznak. Sörényes farkas ürülékében is megtalálták a csontjait, de valószínű, hogy már a dögöt ette meg. A települések környékén a kóbor kutyák is elkaphatják.  

## Szaporodása
A deres rókák monogámak és mindkét szülő gondoskodik az utódaikról. 50 napos vemhesség után augusztusban vagy szeptemberben 2-4 rókakölyök jön a világra. A nőstény ilyenkor föld alatti kotorékba - többnyire más állatok elhagyott járatába - húzódik. A kisrókák két hónaposan kezdenek el rovarokat enni, négy hónapos korukig szopnak, és félévesen lesznek önállóak. 

## Környezetvédelmi helyzete
Nagy területen elterjedt és gyakori faj Brazíliában. Helyenként csapdázzák és lövik, mert felelősnek tartják a háziszárnyasok elleni támadásokért, rendszeresen azonban nem vadásznak rá. Az esőerdők kiirtása után létesített marhalegelőkön jól érzi magát; itt a ganajtúró bogarakon él. A faj léte nem veszélyeztetett, sőt növelni tudta elterjedési területét. 

## Fordítás
- Ez a szócikk részben vagy egészben  a   Brasilianischer Kampfuchs című német Wikipédia-szócikk ezen változatának fordításán alapul.  Az eredeti cikk szerkesztőit annak laptörténete sorolja fel. Ez a jelzés csupán a megfogalmazás eredetét és a szerzői jogokat jelzi, nem szolgál a cikkben szereplő információk forrásmegjelöléseként.